# Conjunto de Julia lleno
El conjunto de Julia lleno {\displaystyle K(f)} de un polinomio {\displaystyle f} es un conjunto de Julia y su interior.

## Definición formal
Dada la función polinómica {\displaystyle f(z)=a_{n}z^{n}+a_{n-1}z^{n-1}+...+a_{1}z+a_{0}} con coeficientes complejos ({\displaystyle a_{i}\in \mathbb {C} }), se define por recurrencia la sucesión {\displaystyle f^{1}(z)=f(z)} y {\displaystyle f^{n}(z)=f(f^{n-1}(z))} siendo {\displaystyle n\in \mathbb {N} } para todo {\displaystyle z\in \mathbb {C} }. El conjunto de Julia lleno de {\displaystyle f} es el conjunto de puntos del plano complejo para los que la sucesión {\displaystyle f^{n}} es no divergente:

{\displaystyle K(f):=\{z\in \mathbb {C} :f^{n}(z)\nrightarrow \infty {\text{ para }}n\to \infty \}}

## Propiedades
El Conjunto de Julia lleno de las funciones {\displaystyle f_{c}(z)=z^{2}+c}, siendo {\displaystyle c\in \mathbb {C} }, está contenido en el disco de radio {\displaystyle r=\max\{|c|,3\}} y es compacto.

## Relación con los conjuntos de Julia
El conjunto de Julia es la frontera del conjunto de Julia lleno:

{\displaystyle J(f)=\partial K(f)}

## Imágenes

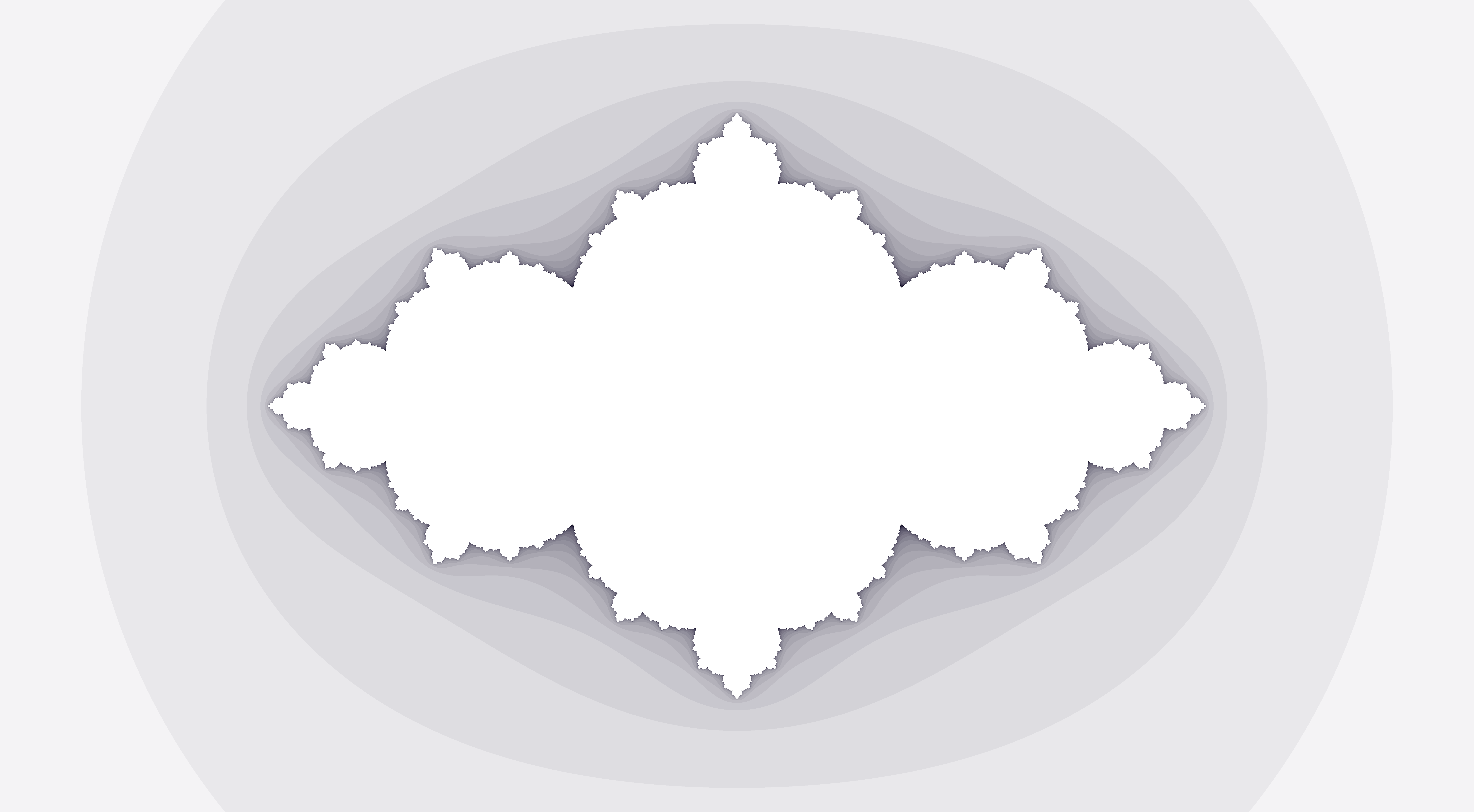
Conjunto de Julia lleno para fc, c=1-φ=-0.618033988749..., siendo φ el número áureo
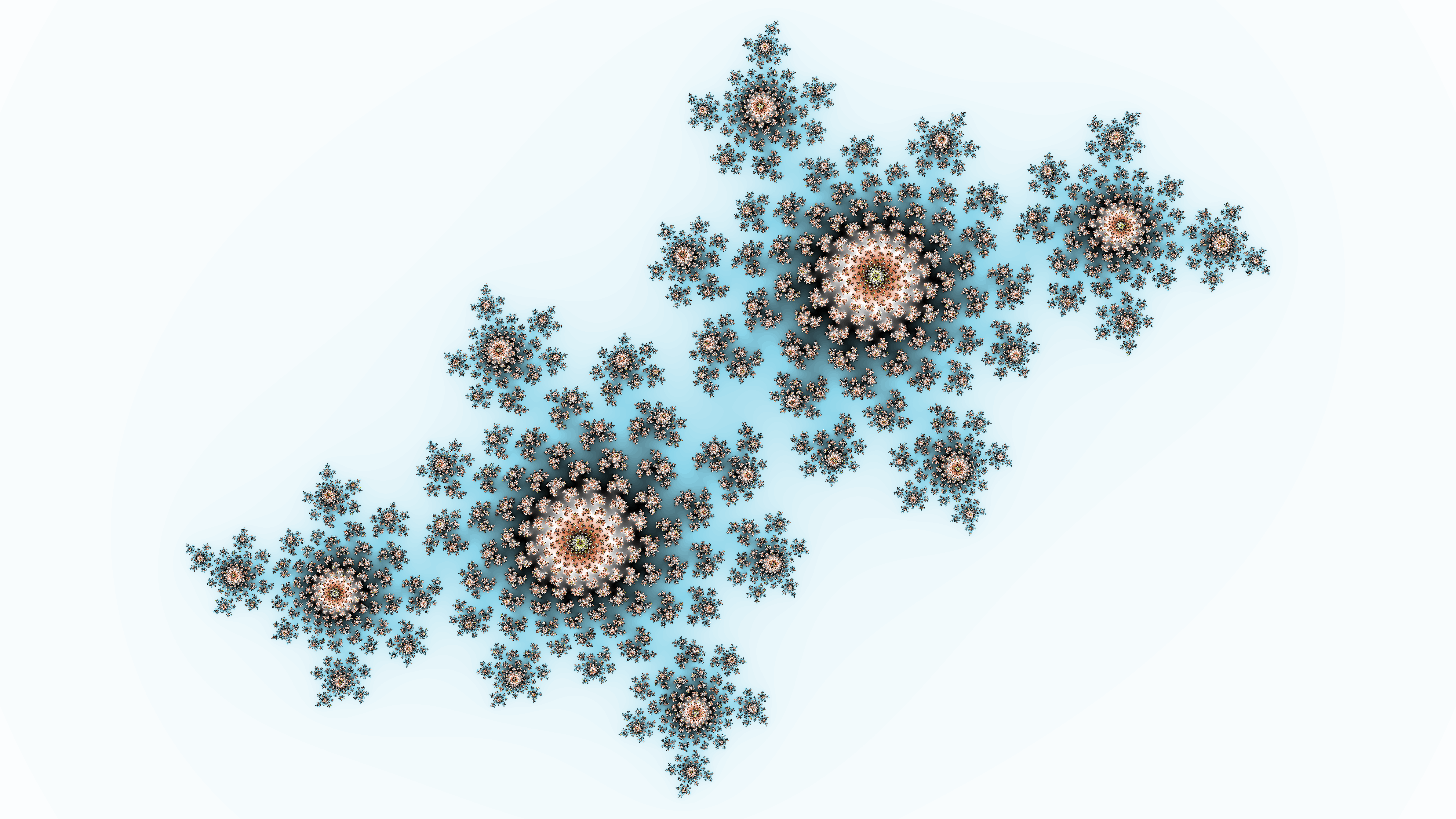
Conjunto de Julia lleno de f(z) =z2 −0.4+0.6i.
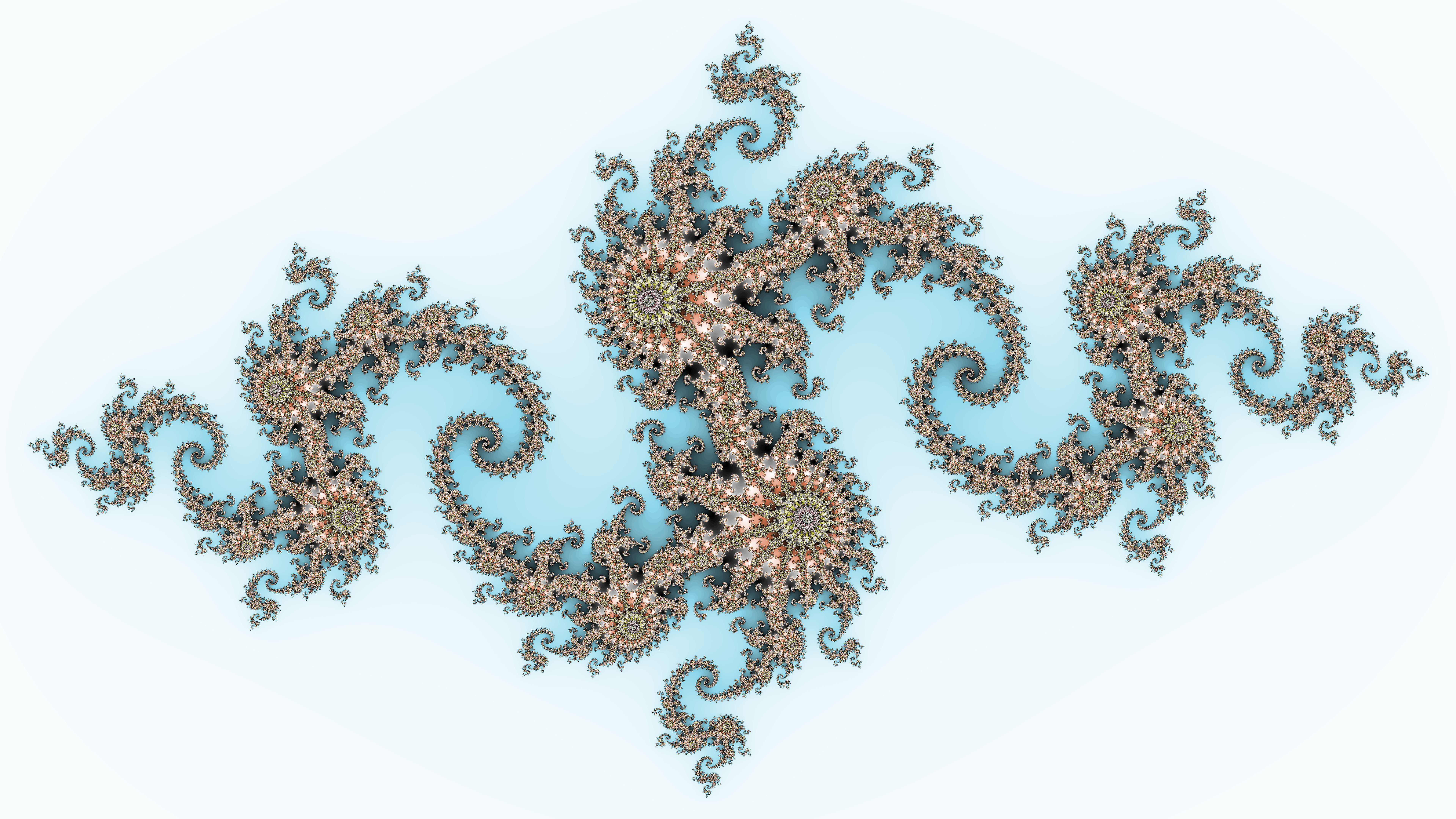
Conjunto de Julia lleno de f(z) =z2 −0.8 + 0.156i.
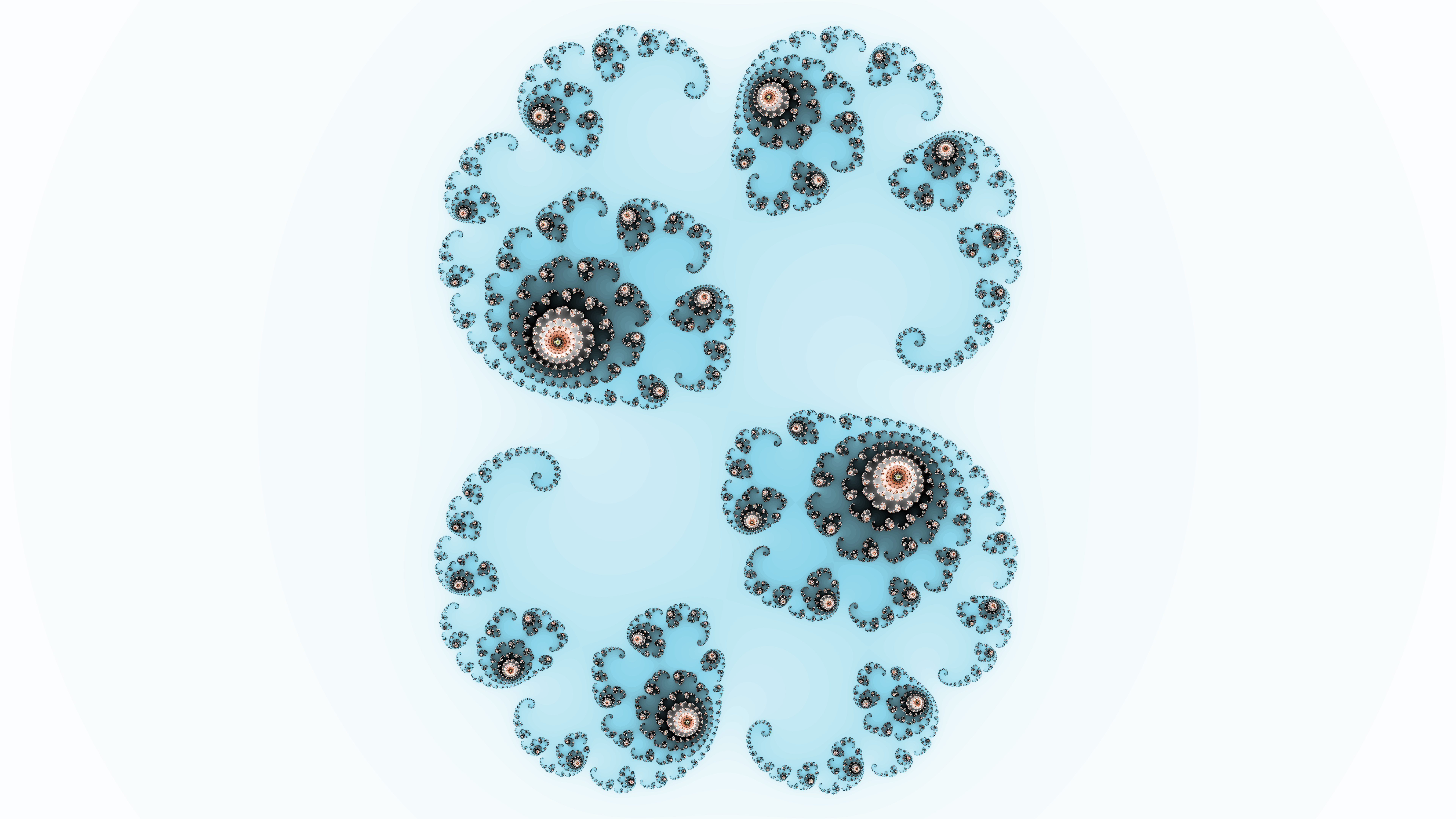
Conjunto de Julia lleno de f(z) =z2+ 0.285 + 0.01i.
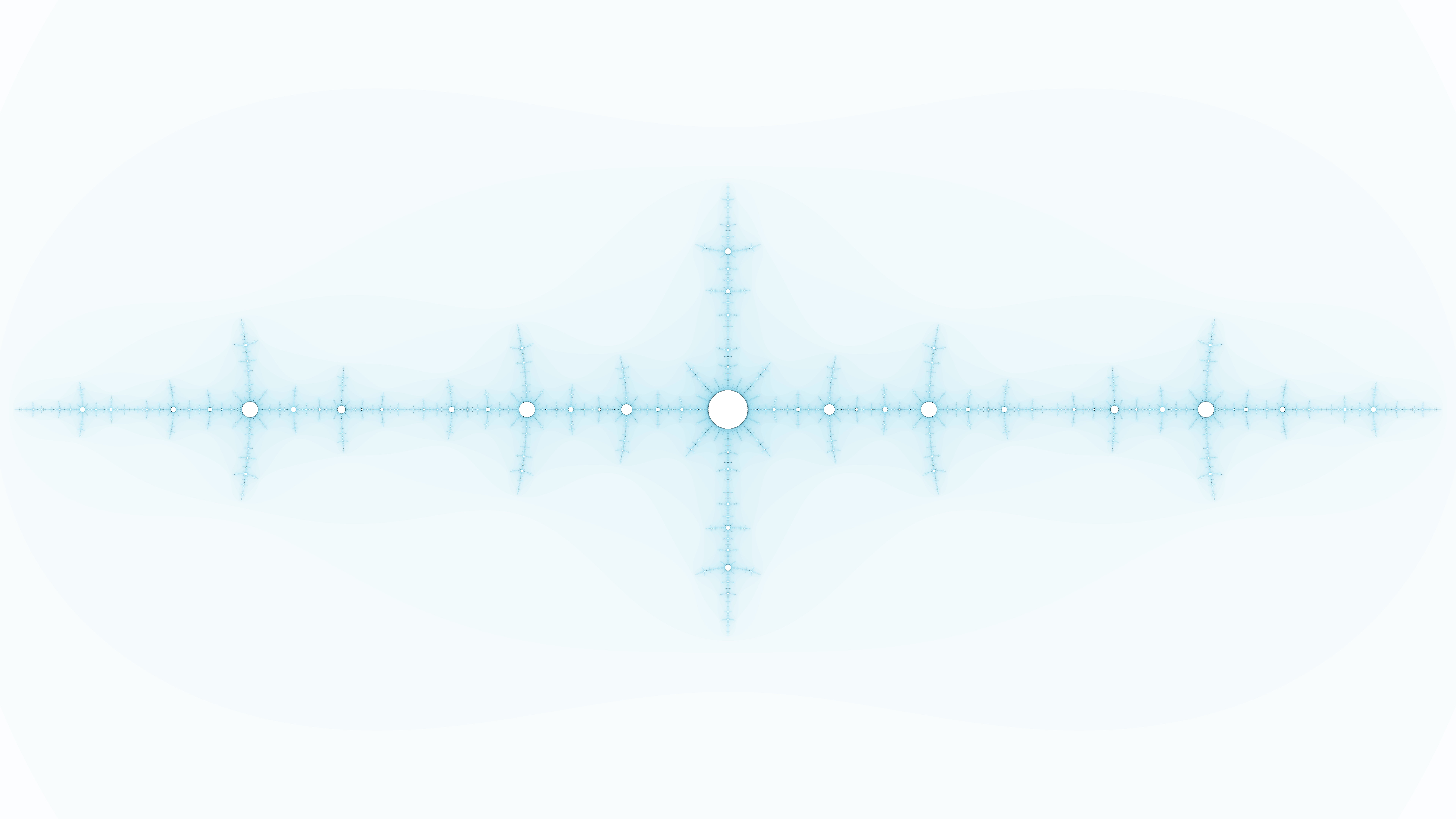
Conjunto de Julia lleno de f(z) =z2 -1.476.